# 2008年夏季殘疾人奧林匹克運動會馬來西亞代表團
2008年夏季殘疾人奧林匹克運動會馬來西亞代表團於2008年9月6日至17日參加在中國北京舉行的第13屆殘疾人奧運會。
馬來西亞在本屆殘奧會派出運動員出戰射箭、田徑、舉重、帆船和游泳等項目。

## 獎牌榜
| 奖牌 | 运动员 | 项目 | 赛事         |
| ---- | ------ | ---- | ------------ |
| 銅牌 | 萧丽娟 | 舉重 | 女子56公斤级 |

## 參賽項目
舉重、賽艇